# Onni Gideon
Onni Gideon (egentligen Onni Gideon Tervonen), född den 7 april 1921 i Balsaov, södra Ryssland, död den 25 juli 1994 i Helsingfors, var en finländsk musiker, orkesterledare och skådespelare.
Gideon, som var svenskspråkig och härstammade från en musicerande släkt, blev under efterkrigstiden känd som hawaiigitarrens introduktör i Finland och utvecklade ett mästerskap på detta instrument, noterat även internationellt. Han ledde därtill som kontrabasist under 1950-talet en av dåtidens mest kända jazzkvintetter som uppträdde bland annat. på restaurang Espilä i Helsingfors. Till den finländska rockhistoriens annaler har Gideon gått som upphovsman till den första "riktiga" rocklåten, Hawaiian Rock, som utkom 1956 på skivbolaget Scandia. Han var vidare en av den finländska TV-musikunderhållningens pionjärer och blev vida känd i rollen som clownen Onni (Onni-klowni) i TV-programmet Sirkus Papukaija under början av 1960-talet.